# Grammostola mollicoma
Grammostola mollicoma är en spindelart som först beskrevs av Anton Ausserer 1875.  Grammostola mollicoma ingår i släktet Grammostola och familjen fågelspindlar. Inga underarter finns listade i Catalogue of Life.